# Paranaiara inajae
Paranaiara inajae is een eenoogkreeftjessoort uit de familie van de Normanellidae. De wetenschappelijke naam van de soort is voor het eerst geldig gepubliceerd in 2009 door Kihara & Huys.